# 内包と外延
内包（intension）はある概念がもつ共通な性質のことを指し、外延（extension）は具体的にどんなものがあるかを指すものである。これらは互いに対義語の関係をもつ。

## 集合
数学の集合の記法における、内包による記法と外延による記法については、詳細は集合#記法を参照。論理においても内包と外延という語は使われることがあるが、（現代においては）数学と同様の用法がなされる。基本的に表現法の違いであり、（外延による記法では、厳密さが必要な場合に「任意の偶数の集合」のような集合は書けない、といった違いはあるが）外延性の公理により、実質が同じであれば両者は同じものとする。よって以下のような哲学の場合のような議論は通常は必要としない。
なお、量#外延量と内包量にある「外延量」「内包量」という語は、物理学における物理量に関する熱力学的概念（示量性と示強性）及び、数学では測度論的に区別を考えることができるような術語（テクニカルターム）として考えたほうが良く、ここでの議論から類推できるようなものとは異なる。詳細はやはりリンク先の記事を参照。

## 哲学
内包はある記号（言葉）が意義とする、対象に共通な性質のことであり、外延は記号の指す具体対象のことを指す。また、外延と内包は各々、概念の外側か内側かという意味合いを持っている。例えば「芸術」という言葉は、「自己表現」「人間活動」などの属性を内包とするのにたいして、「演劇」「音楽」「絵画」「彫刻」「文学」などの非属性を外延として指す。
すなわち「芸術」を内包的定義で表すと「芸術とはさまざまな方法で自己表現を行い、美的な価値を創出する人間活動」のようになり、外延的定義は「芸術とは演劇、音楽、絵画、彫刻、文学などのこと」となる。外延的定義ではすべての例をあげることは大抵困難なので、などのような言葉を用いて具体例を途中で打ちきることが多い。
集合の記号で書くと、内包は「芸術」を、
「芸術」＝「自己表現」∩ 「人間活動」 ∩ ...
のように積集合で規定する。「芸術」は右辺の諸概念の内包(すなわち特殊化)として表される。一方、外延は「芸術」を、
「芸術」＝「音楽」 ∪ 「絵画」 ∪ 「彫刻」 ∪ 「文学」 ∪ ...
のように和集合で規定する。「芸術」は右辺の諸概念の外延(すなわち一般化)として表される。
「内包」と「外延」という概念は通常互いに対義語の関係である。ただしその定義については哲学者によってより限定したものとなることもある。また、内包は志向性(Intention)との関連で論じられることが多い。
家族的類似も参考。